# Once in a Summer
Once in a Summer (coreano:그해여름, Kŭhae yŏrŭm) é um filme de melodrama/romance sul coreano dirigido por Jo Geun-Sik. O filme foi estrelado por Lee Byung-hun e Soo Ae.

## Enredo
No verão de 1969, o estudante universitário Yoon Suk Young (Lee Byung-hun) vai para o campo através de um programa de voluntariado. Vindo de uma família rica, mas rigorosa, os divertimentos da juventude descontraída na simplicidade da vida rural, especialmente quando ele conhece a bibliotecária Jung In (Soo Ae). Suk Young não estava nada interessado em prestar tal tipo de serviço, no entanto, seu ponto de vista muda a partir do momento em que conhece a bibliotecária local, Seo Jung-in, e em dez dias de convivência, o casal forma uma vida inteira de memórias. Sempre alegre Jung In, no entanto, esconde uma história amarga, os pais dela desertaram para a Coréia do Norte quando era ainda criança, e Jung In continua a viver na sombra das ações de seus pais. Quando Jung In viaja para Seul com Suk Young, o casal é separado devido as tensões políticas da época.

## Elenco
- Lee Byung-hun como Yun Suk-young
- Soo Ae como Seo Jung-in
- Choi Deok-mun como Suk-young's senior
- Jeong Seok-yong como Mr. Kim
- Lee Hye-eun como Bok-Ja
- Lee Se-eun como Lee Su-Jin
- Na Ki-soo como Suk-Young's father
- Oh Dal-su como Nam Gyun-Soo
- Yoo Hae-jin como PD Kim
- Park Nam-Hee
- Kim Jung-Ki

## Lançamento
Os direitos de distribuição para o Japão foram avaliados numa quantia de US$ 4 milhões.